# Vardousia
Vardousia (græsk: Βαρδούσια) er et bjerg i det nordvestlige Fokis og det sydvestlige Phthiotis, Grækenland . Dens højeste top, Korakas (græsk: Κόρακας ; også kendt som Korax ) når op i en højde af 2.495 meter over havets overflade, hvilket gør det til den næsthøjeste top i Centralgrækenland efter Giona . Det er en sydlig forlængelse af Pindus-bjergene. Det er opdelt i tre hoveddele: Nordlige Vardousia, hvis højeste top er Sinani på 2.059 moh., den meget stejle vestlige Vardousia, hvis højeste top er Soufles på 2.300 moh. og Sydlige Vardousia, med den højeste toppen af Korakas. Hele bjergkæden er ca. 25. km fra nord til syd.
Vardousia afvandes til bifloder til floderne Spercheios mod nord, Mornos mod øst og syd og Evinos mod vest. Panaitoliko-bjergene ligger mod vest, Tymfristos mod nordvest, Oeta mod øst og Giona mod sydøst.
Kommunen Vardousia, opkaldt efter bjerget, dækker den vestlige del af bjerget og inkluderer landsbyerne Artotina og Dichori. Kommunen Lidoriki dækker den sydlige del og omfatter landsbyerne Dafnos, Diakopi, Kallio og Koniakos. Landsbyen Athanasios Diakos ligger i øst og Anatoli og Dafni i nord.